# Gibsoniothamnus latidentatus
Gibsoniothamnus latidentatus är en tvåhjärtbladig växtart som beskrevs av Alwyn Howard Gentry. Gibsoniothamnus latidentatus ingår i släktet Gibsoniothamnus och familjen Schlegeliaceae. Inga underarter finns listade i Catalogue of Life.